# Mischonyx squalidus
Mischonyx squalidus is een hooiwagen uit de familie Gonyleptidae.